# Sanjay Dutt
Sanjay Dutt (hindi: संजय दत्त), nacido el 29 de julio de 1959, es un actor y cantante indio de Bollywood. Ganador de dos Premios Filmfare, Dutt es hijo de las estrellas de Bollywood Sunil Dutt y Nargis. El 31 de julio de 2007, Sanjay Dutt fue sentenciado a 6 años de cárcel por posesión ilegal de armas de fuego que fueron compradas a terroristas conocidos, responsables de los atentados de Bombay de 1993. Le fue garantizada la libertad condicional por la Corte Suprema de la India el 20 de agosto de 2007. En enero de 2009, el Partido Samajwadi anunció que Dutt será su candidato en Lucknow.